# Látszat (politika)
A látszat, mint politikai-közéleti jelenség úgy alakul ki, hogy a nyilvánosságot egy adott helyzettel kapcsolatban olyan közmeggyőződés, értékelés, vagy közérzület uralja el, mely nem teljesen felel meg a valóságnak. A nemzetközi viszonyokban gyakran politikai tényezőként van jelen.

## A látszat fogalma
A látszat nem magától alakul ki, de egy idő után függetlenedik, és olyan folyamatokat indíthat el, amelyek nélküle nem jönnének létre. Nem szabad összetéveszteni a tudatos félrevezetéssel, a közönséges hazudozással vagy a megtervezett manipuláció eseteivel. A látszat egyik legösszetettebb esete a hatalmi egyensúly.

## A látszat két fajtája

### Funkcionális látszat
A funkcionális látszat (vagy pozitív hatású látszat) lényege, hogy az adott szereplők a többi szereplő felé az előnyös oldalukat mutatják, vagyis kihangsúlyozni próbálják a jó tulajdonságaikat. A legjobb példa erre az országképek tudatos alakítása, hiszen természetes, hogy minden ország jó fényben szeretne feltűnni a nemzetközi porondon. Ennek köszönhető az az 1990-es években megfigyelhető versengés, amelyet az országok egymással a decent international citizen (tisztességes nemzetközi szereplő) címért folytattak egymással.

### Diszfunkcionális látszat
A funkcionális látszatok diszfunkcionálissá válhatnak, ha elkopik a képességük funkciójuk ellátására, illetve diszfunkcionálissá válik az a látszat is, amely egy szereplőt konfliktusba sodorhat bármilyen haszon nélkül. Utóbbira példa az az 1990 után kialakult látszat Magyarországról, hogy revánsra készül a trianoni békeszerződés rendelkezései ellen, amely abból fakadt, hogy a környező országokban élő magyarság jogvédelmét felvállalta. A diszfunkcionális látszat rendkívül veszélyes, mivel feszültségek, vagy akár konfrontáció kiváltója is lehet.